# 武庫川

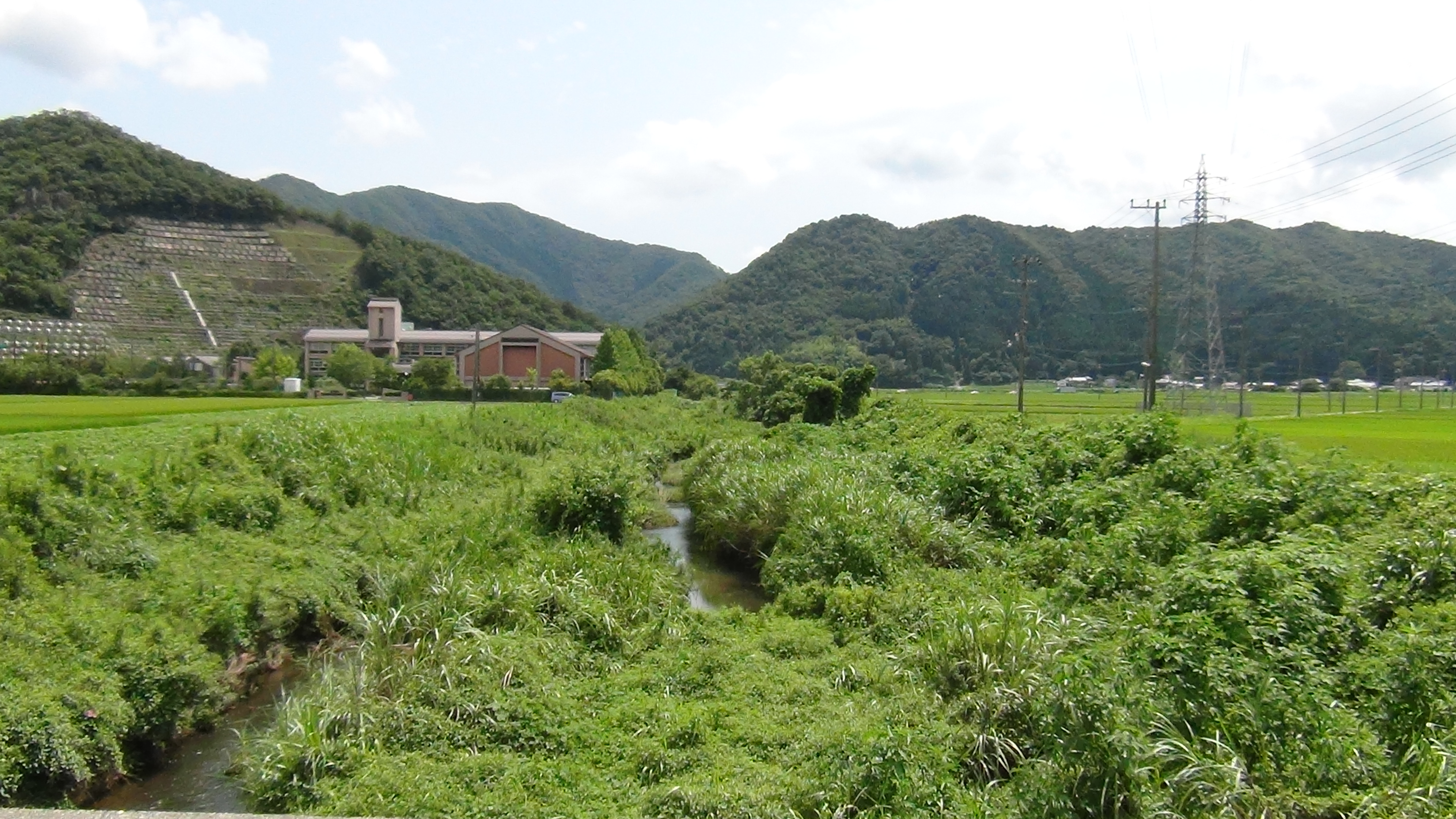
丹波篠山市内にある武庫川の始点。真南条川と田松川の合流地点。

武庫川（むこがわ）は、兵庫県南東部を流れる河川で、二級水系の本流。流域面積は約500 km2（甲武橋地点より上流）であり、武庫川本川および45の支川・小支川の流路延長の合計は、約260 kmである。上流部よりも中流部の方が、河床勾配が急であるという特異性が見られる。
水源を発した直後は蛇行を繰り返しながらも次第に南行する。三田盆地を流れたのち再び山峡に入り、武庫川渓谷を形成する。宝塚市街西方で大阪平野の北西端へ出て南流、下流域では尼崎市と西宮市の境界を成しつつ大阪湾に注ぐ。

## 地理

### 上流域
支流の田松川と真南条川が合流した地点が水源である。
源流部では小川で、谷筋の農業地域を流れる。周辺の山から流れ出る水を集めて次第に大きくなり、山間を湾曲しながら三田盆地に入る。広い三田盆地の農業地区の間をゆっくり流れる間にも、支流からの水を集め川幅を広げる。
三田周辺の武庫川東岸側は人口希薄地帯で、上流側の支流には青野ダム、下流側の支流には千苅ダムの2箇所の上水道用貯水ダムがある。西側は住宅地として開発されてきた地帯で、武庫川にもかなりの下水が流れ込む。

### 中流域
三田盆地を抜けると山間部に入り、武庫川渓谷となる。渓谷入口で合流する支流の船坂川流域では峡谷状となっており、鎌倉峡などがある。百丈岩などの巨岩もある。
羽束川と合流する地点には神戸市の千苅浄水場がある。武庫川は山間を蛇行しながら下ってゆき、途中しぶきを上げるような急流も各所に見られる。途中の川岸には、武田尾温泉がある。
渓谷を抜けると、宝塚市内で大阪平野に出る。この大阪平野への注ぎ口は扇状地である。宝塚歌劇団の本拠地である宝塚大劇場は、武庫川沿いに建っている。この流域には観光ダムがあり、中央には宝塚観光噴水（ビッグ・フェニックス）が設置されている。
阪急電鉄宝塚駅と宝塚大劇場を結ぶ花のみちは、流路変更された以前の武庫川堤防跡を利用している。
夏には河川敷で宝塚観光花火大会が開催されて、多くの人が訪れる。
ここから河口までは河川敷の大部分が整備されており、休日には球技やジョギングなどを楽しむ人の姿が見られる。以前は宝塚観光ダムにより深度が確保されて、ボート遊びを楽しむ人々の姿も見られた。

#### 武田尾温泉〜生瀬付近の福知山線旧線跡ハイキングコース
JR西日本福知山線の武田尾駅から生瀬駅方面の武庫川渓谷沿いには福知山線旧線跡が残る。トンネルや鉄橋が残置されており、廃線となった直後より、地元の人たちが親しむハイキングコースとして知られていた。
当廃線跡はあくまでJR西日本の所有地であり、正式なハイキングコースではなかった。当地に立ち入り、怪我などの損害を負ってもJR西日本は責任を負わない旨の警告看板なども建てられていた。実際にトンネルや鉄橋はメンテナンスされておらず、朽ちた枕木で足元も悪かった。
しかし、ハイキングコースとして楽しむ人が後を絶たなかったため、JR西日本と周辺自治体である宝塚市・西宮市は正式にハイキングコースとして整備する方針に転換した。
安全対策工事と維持管理が行われ、すでに整備済みの宝塚市側の1.5㎞に加え、西宮市側の3.2kmも2016年11月15日に整備が完了し開放された。

### 下流域
宝塚市以南では武庫川本流から農業用水が多数引かれている。周辺流域の宝塚、伊丹、尼崎、西宮各市内の農地で利用されている。
河口に至るまでに仁川、天神川、天王寺川といった支流と合流し、尼崎市と西宮市の間を流れる下流部において、両岸に松並木の茂る高い堤防を擁する。この流域では、川底が周辺の地面より高い天井川である。阪神電鉄本線より南の最下流部は汽水域であり、ハゼ釣りの名所として知られる。

## 画像で見る武庫川

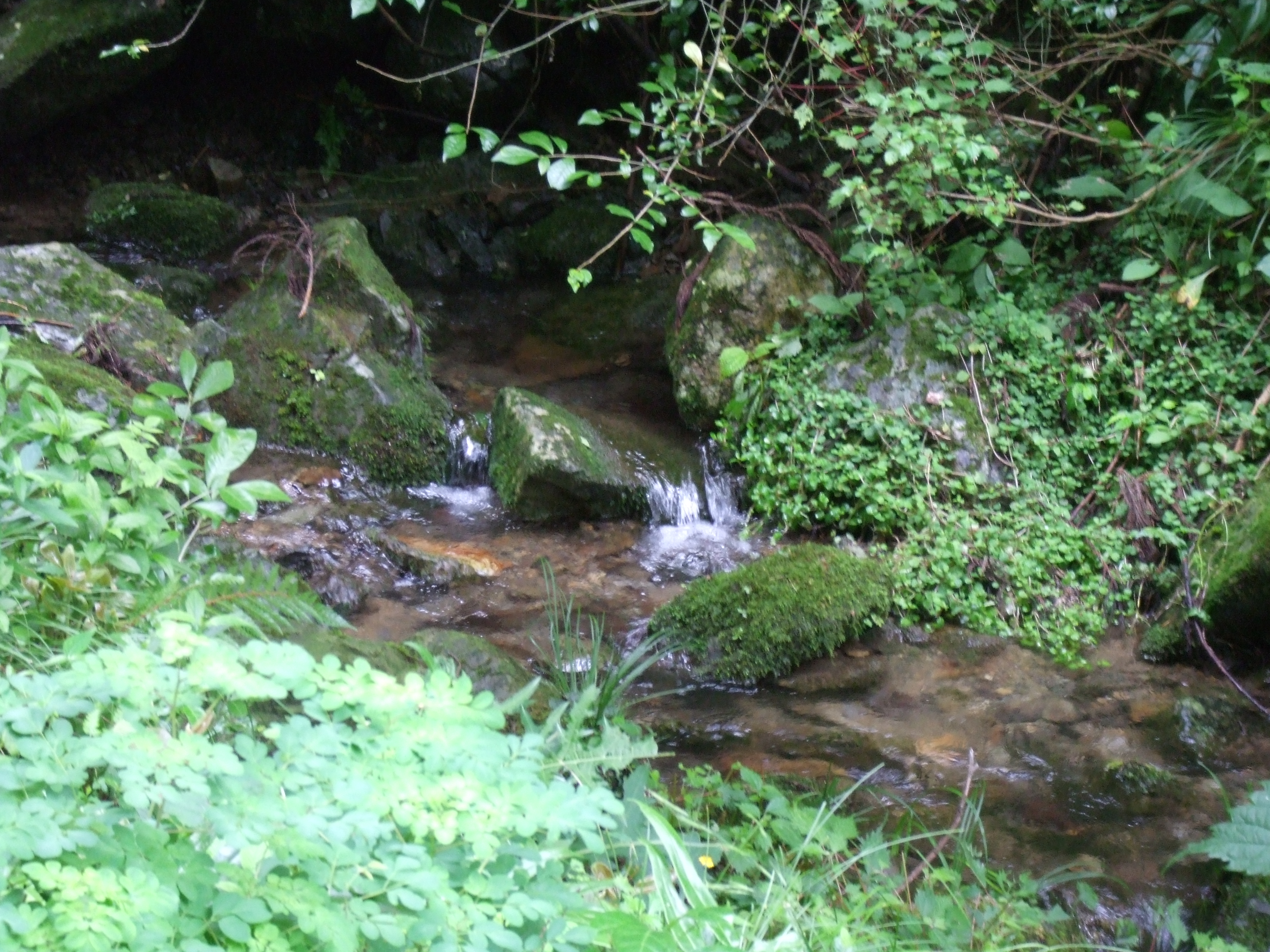
武庫川源流
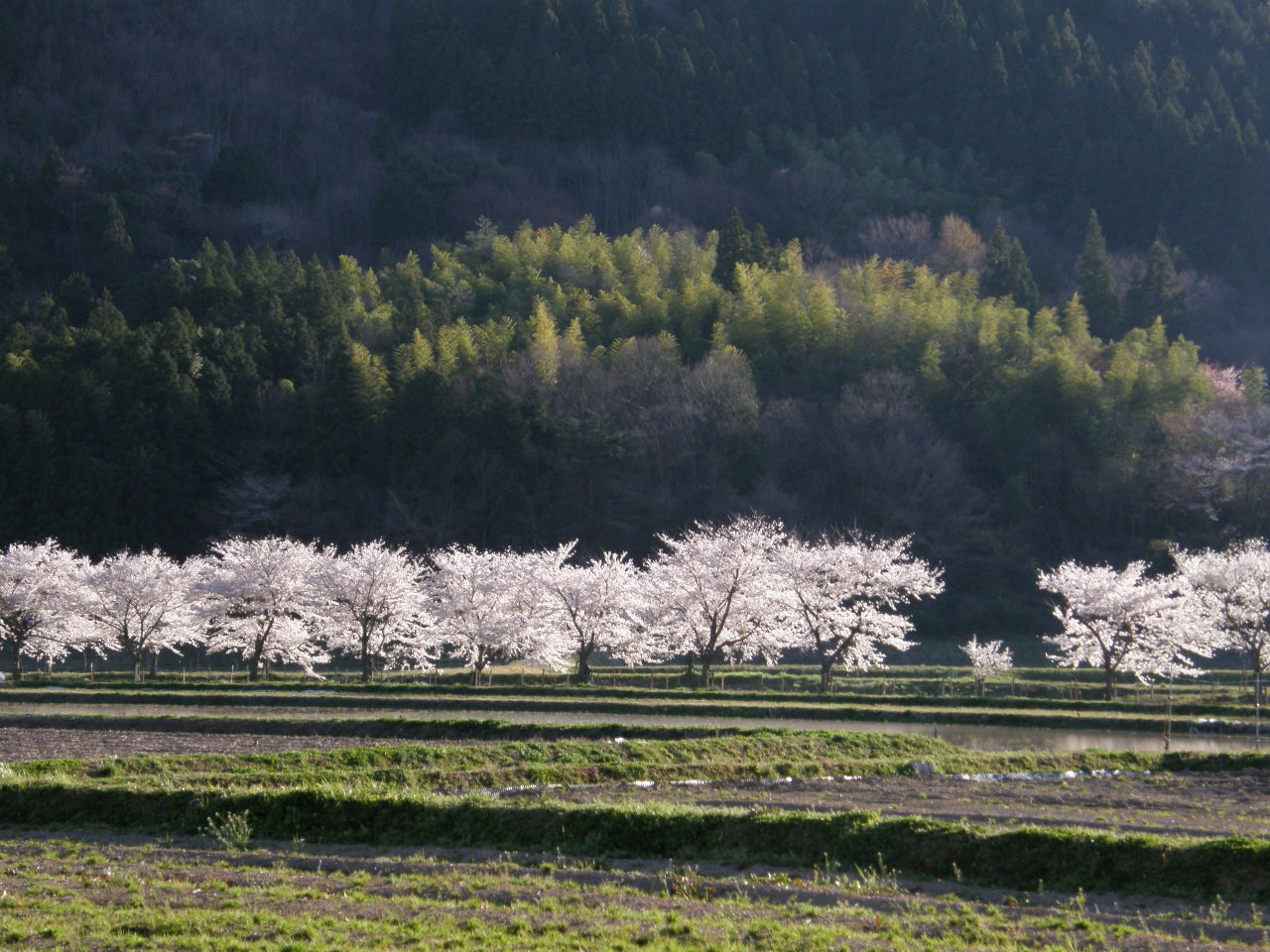
篠山川と河川争奪があった武庫川源流付近（丹波篠山市当野）
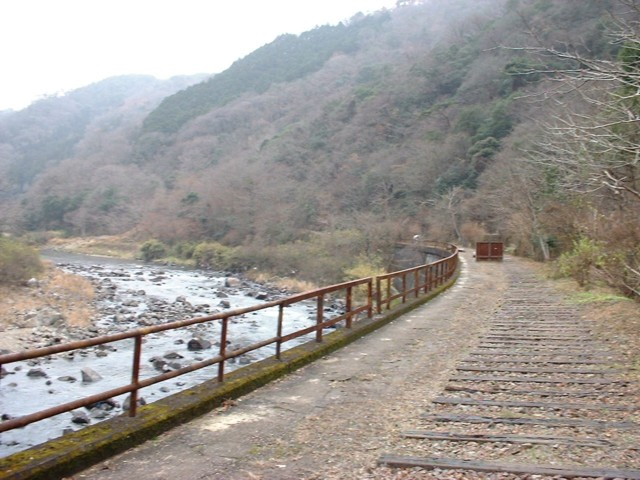
中流では福知山線旧線跡が並行。旧線 武田尾～生瀬にて
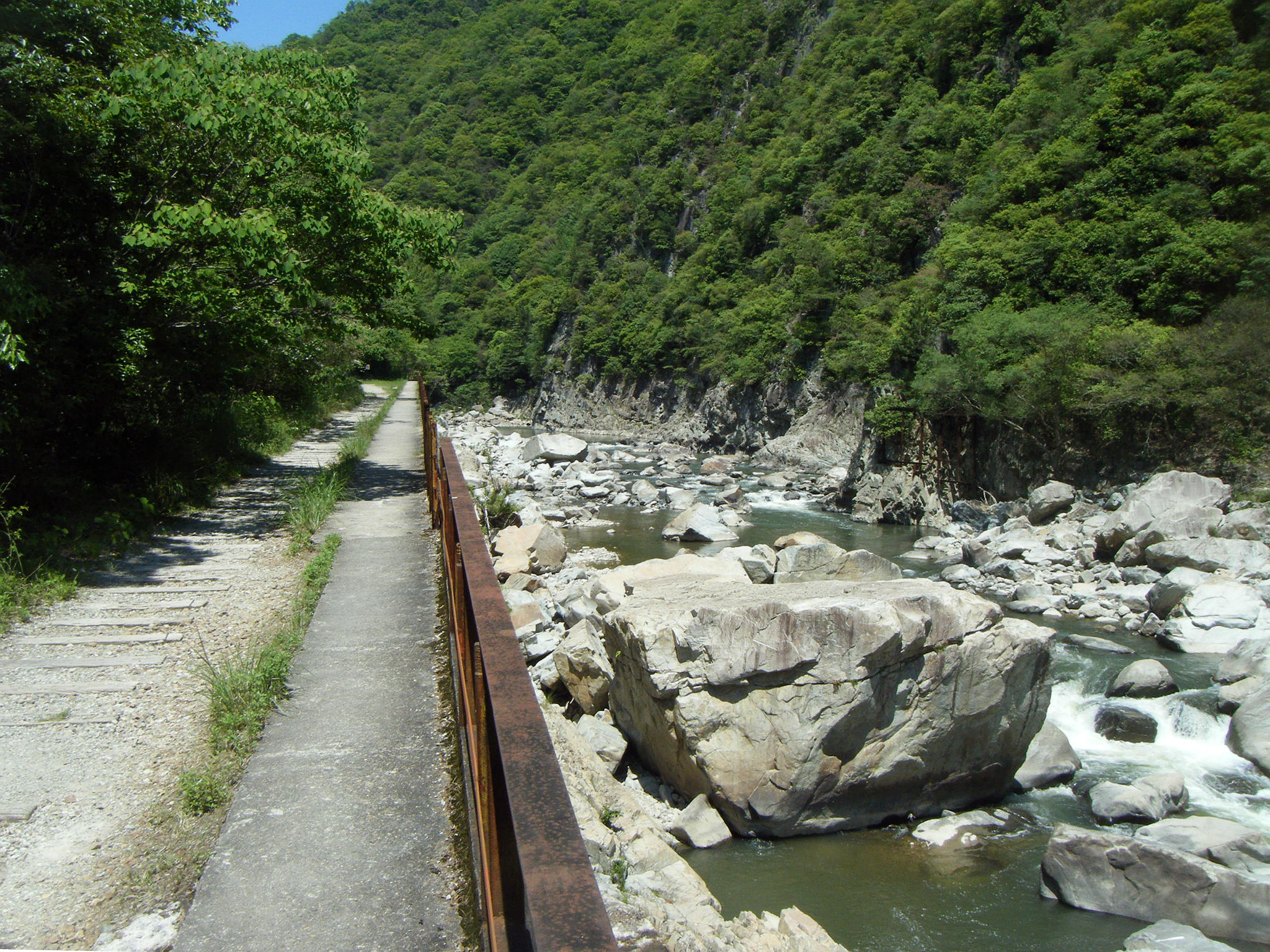
高座岩　福知山線旧線跡・武田尾～生瀬
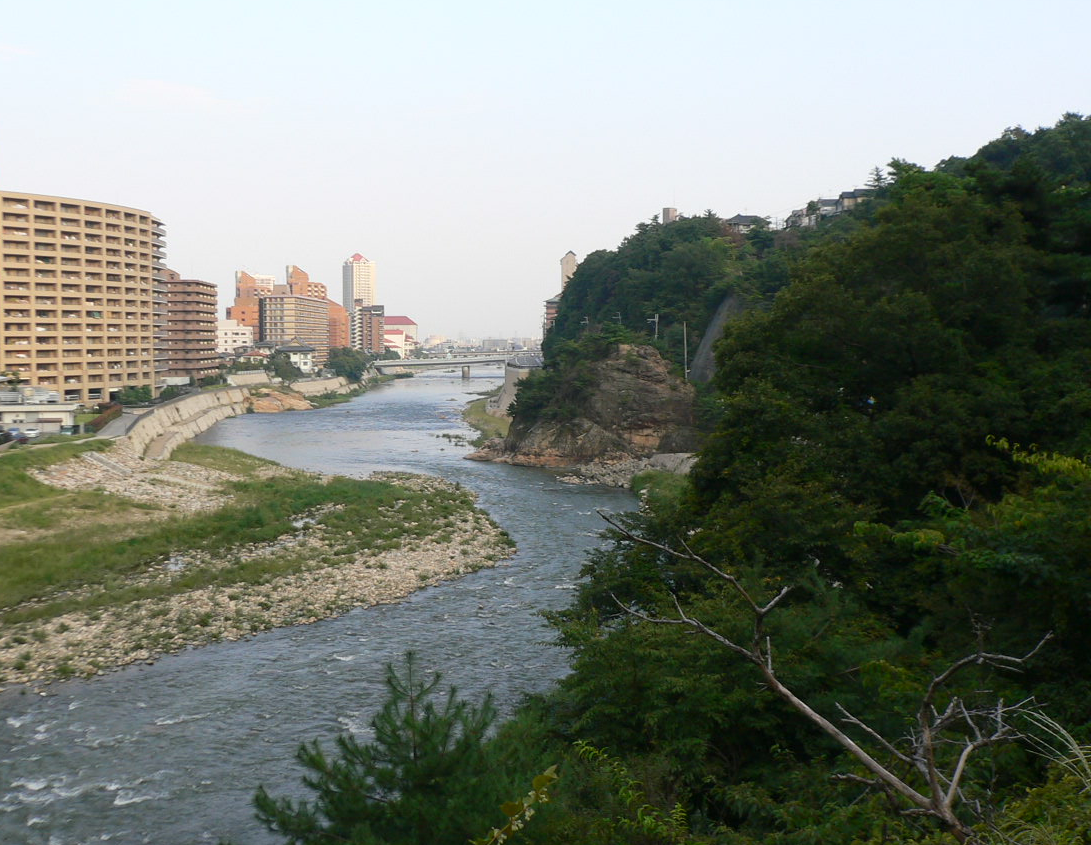
宝塚で大阪平野へ出る。上流から「見返り岩」と宝塚市街
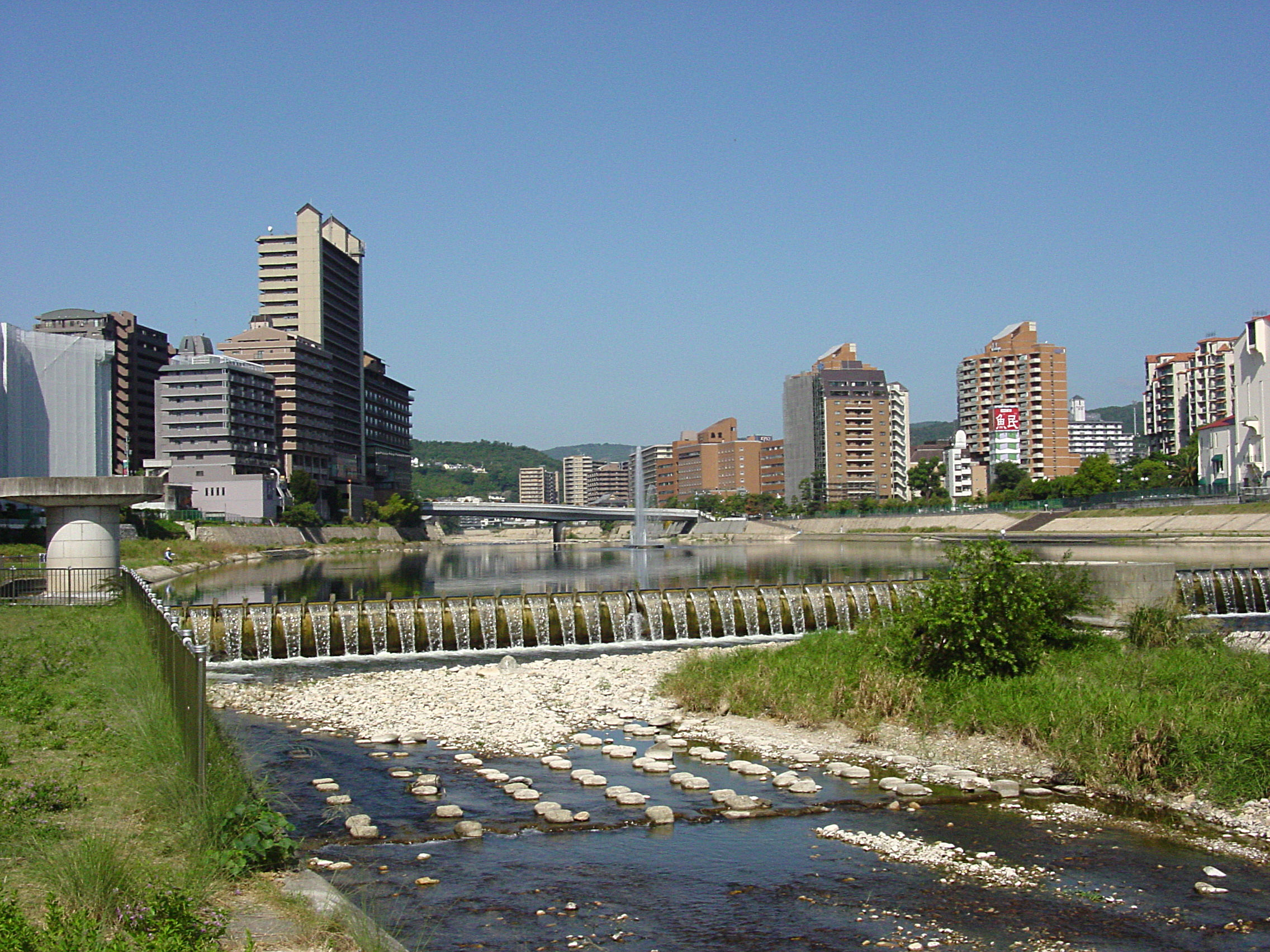
宝塚観光ダムとビッグ・フェニックス
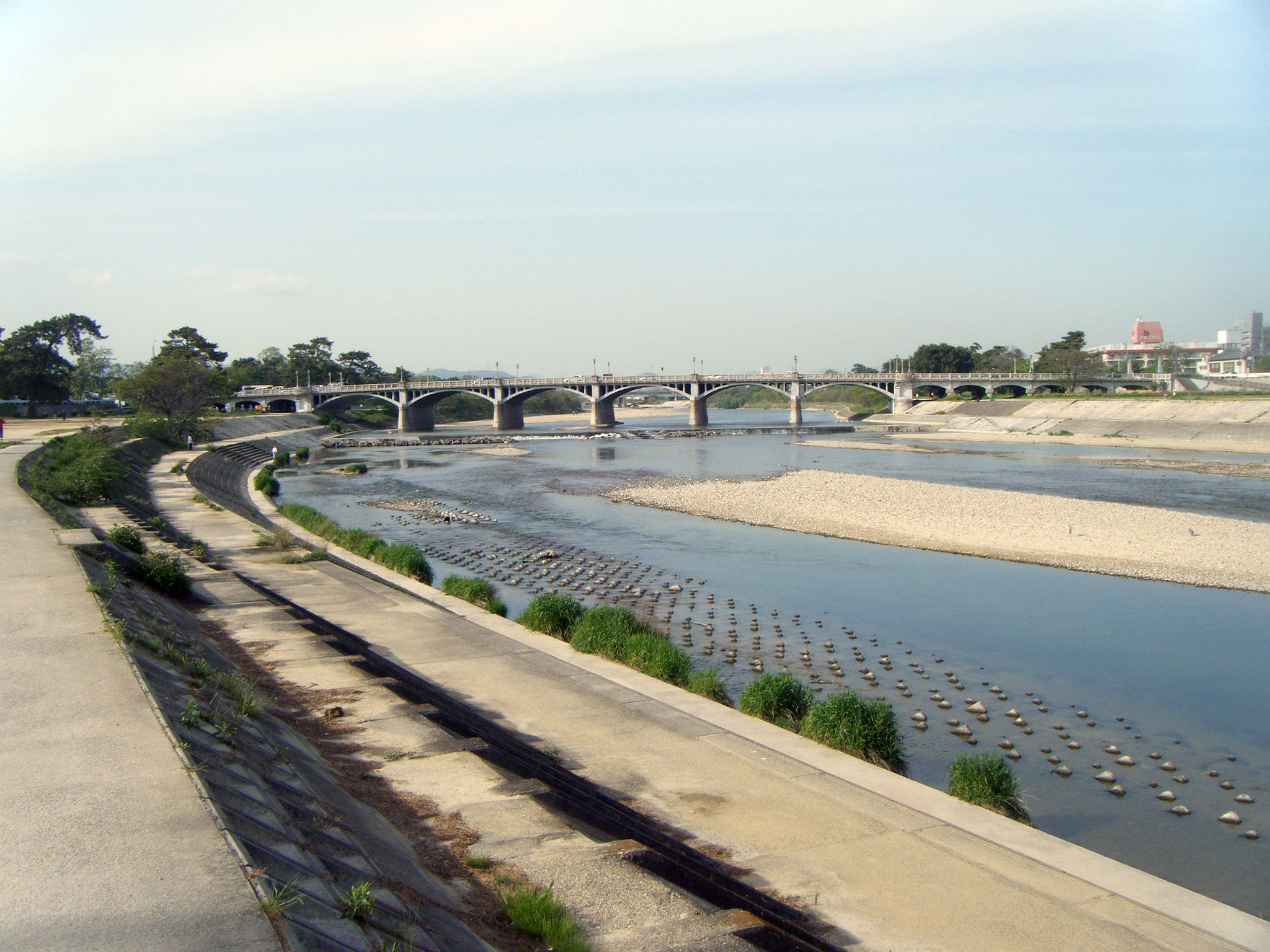
武庫大橋（国道2号）下流付近　西宮市
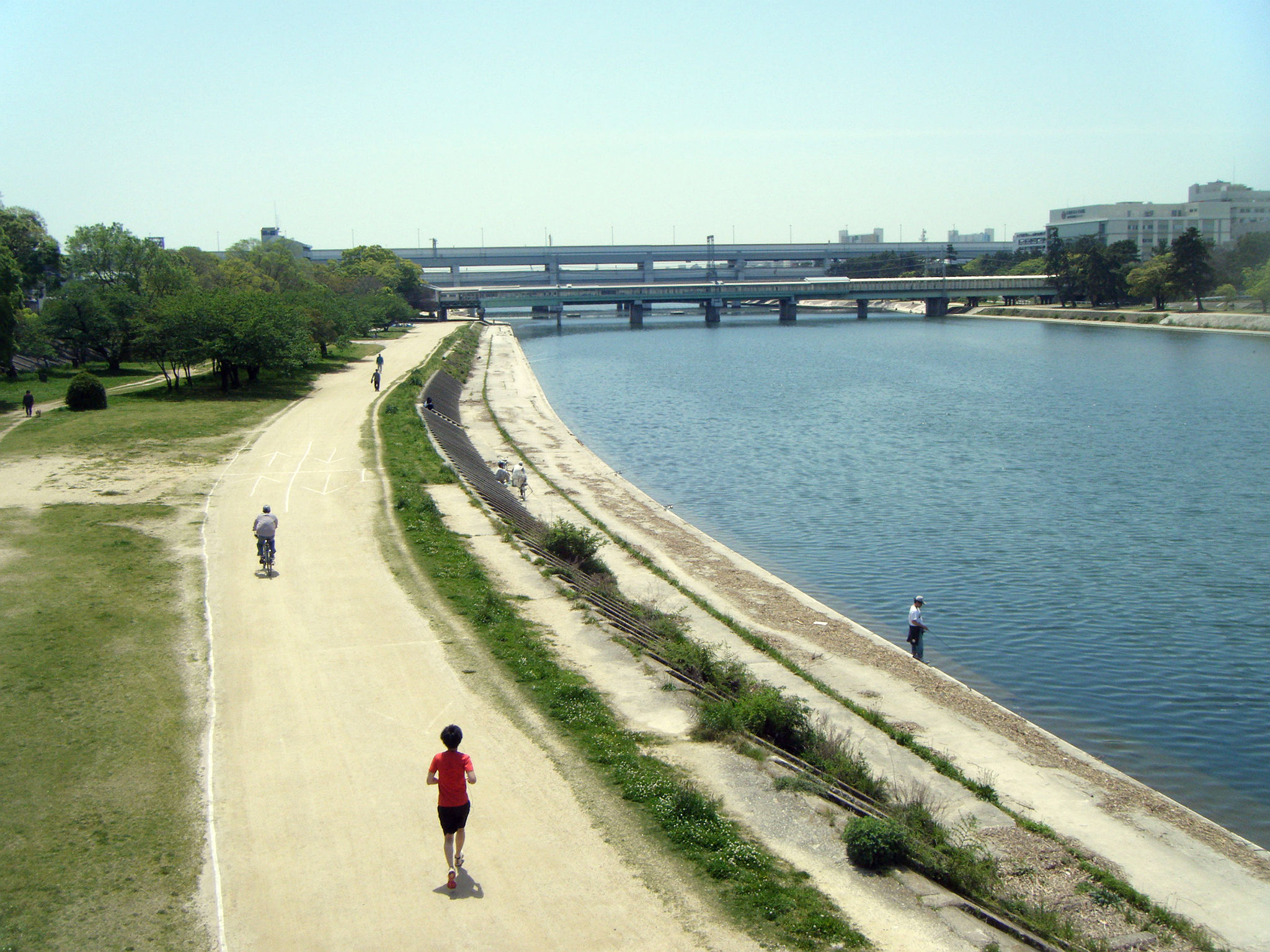
旧国道より阪神武庫川駅方面を望む　尼崎市

## 歴史と過去の出来事

### 武庫川の始まり
最終氷期までの武庫川は篠山川の下流であった。これは川代渓谷の標高が176 mであることと篠山盆地の堆積物を除いた基盤の丹波層群の基盤の標高が160 mであることから判明している。最終氷河期までの篠山川は傾斜の緩やかなことから排水が悪く、当野付近の基盤岩が武庫川に堆積し、さらに流れを堰き止めた。川代渓谷の誕生とともに排水は改善し、盆地に堆積されていた堆積土の侵食が始まる。武庫川の水は篠山川に奪われた結果、分水嶺は盆地南部に移動する。篠山川の流れは速くなり、盆地を侵食していった。

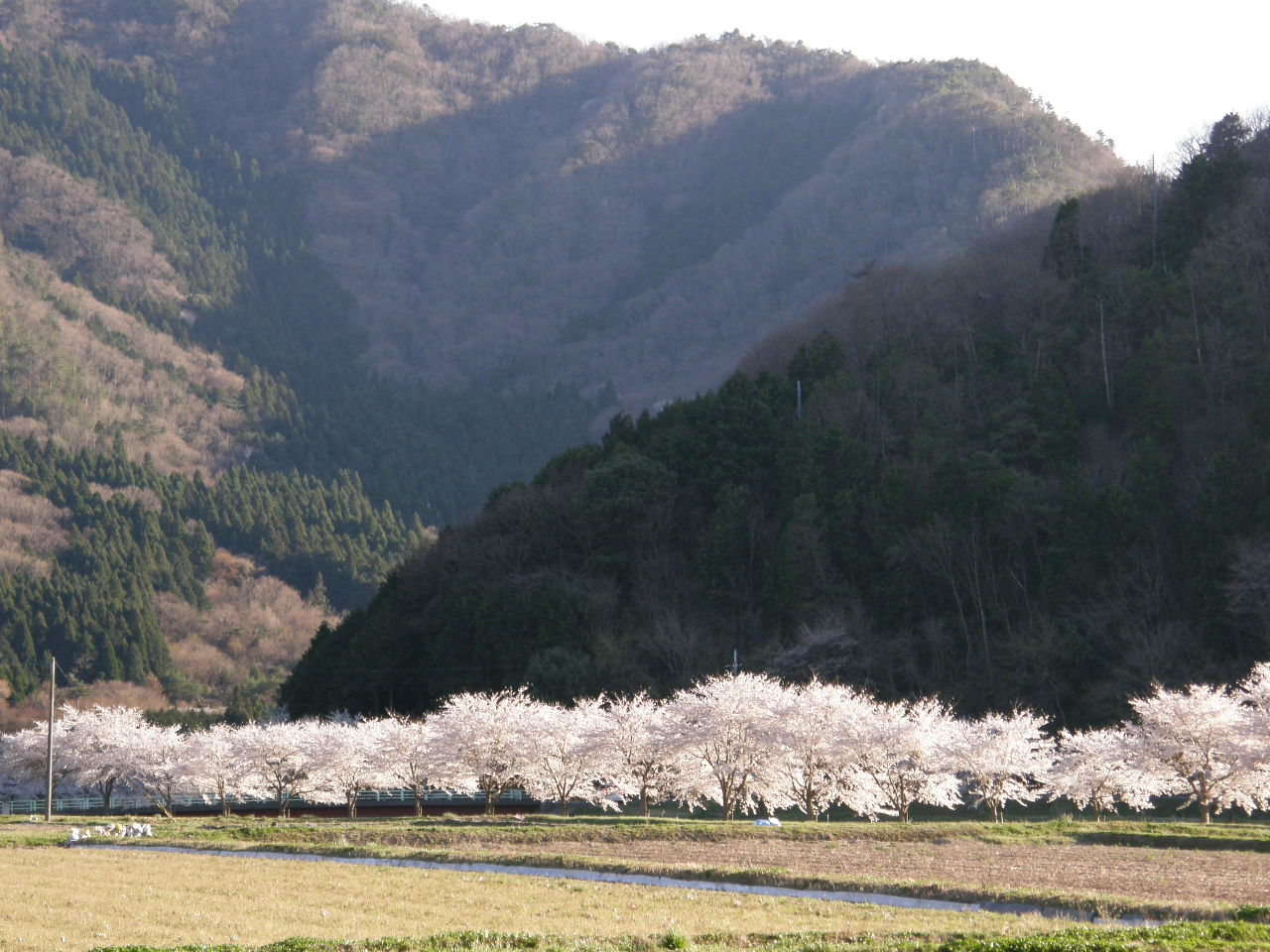
最終氷河期に基盤岩が武庫川に堆積した当野付近の武庫川源流部。かつてはこのあたりは源流ではなく、篠山川下流であった。

### 千苅ダムへの緊急給水
千苅ダムから上水道用浄水をしているが、過去の水不足の際には緊急給水をこの武庫川の水から実施したこともある。

### 武庫川ダム計画と、その中止
流域の武田尾温泉付近に治水を主眼とした巨大なダム（武庫川ダム）を作る計画が持ち上がり、流域の住民との間で話し合いが行われていたが、2010年9月になって「ダム建設には合意形成や完成までに時間を要する」として、事実上計画は消滅した。

## 流域の文化風俗

### 雨乞いの風習
武庫川渓谷中にある最も大きな岩石である「高座岩」や、その上流にある「溝瀧」では明治時代頃まで雨乞いの風習が存在した。現在の伊丹市や尼崎市で農耕を営んできた農民らによる村々の者たちが行ったという。
降雨がない干ばつが続いた年には「此の岩は近郷の信仰ある岩にして、旱魃にならば雨乞を執行する場所たり」「其の儀式は動物の生血を塗るにあり」「然らば天其の汚を厭ひ、洗い去らんが為めに雨を降らすといふ」「其の血は、武庫、川辺両郡は純白色の馬の血を塗るを例とす」と降雨を祈る特異な雨乞い儀礼が実在した。

### 甲子園ホテル
第一阪神国道武庫大橋の西宮側には、戦前にリゾートホテルとして利用されていた遠藤新の建築設計よる旧甲子園ホテルがある。

### 旗振り通信
明治期には旗振り通信の設備が武庫川の堤防に設けられ、旗振り通信の中継が行われた。尼崎市金楽寺の電報電話局別館と西宮市六湛寺の市役所前とを中継した。

## 名称の由来
武庫は記紀にも見える武庫川下流域の古名で、語源は定かでない。
一説には、奈良時代に難波京から見て武庫川は向こう側ということから「武庫川」と呼ばれるようになったとされる。

## 流域の自治体
兵庫県
丹波篠山市、三田市、神戸市北区、西宮市、宝塚市、伊丹市、尼崎市
大阪府
能勢町（天王地区）

## 武庫川の現状と課題
武庫川における安全性の問題としては、下流部に流下能力が低い区間があることが挙げられる。近年では人口の集積が増加しており、全国想定氾濫区域内人口では武庫川が平成20年度第8回河川現況調査より約107万人で全国第10位であった。
また、下流部築堤区間は、堤防により洪水氾濫を防ぐ築堤区間となっており、堤防が決壊すると付近には阪神電鉄武庫川駅や兵庫医科大学病院などがあり甚大な被害が予想される。
1983年(昭和58年)の台風10号を機に1987年(昭和62年)から河川改修事業により河道掘削を行い、2009年(平成21年)3月に下流部築堤区間の整備が終了した。その結果、低い河口約3km付近の流下能力は1.7倍に向上した。

### 今後の対策
近年、集中豪雨が多発している。2009年(平成21年)8月には、兵庫県西・北部豪雨災害が発生した。武庫川でも同様の災害が発生する危険性が考えられる。
これまでの治水対策は、流域に降った雨水を川に集め、海まで早く安全に流すことであった。しかし、都市化の進展に伴う流出量の増大、市街地での河道拡幅の難しさの増大など、通常の河川改修による対応に限界があり、危険性に対する対策はあまり進行していないのが現状である。
このことから、従来の河川改修等を基本とする「河川対策」と合わせ、流域内の保水・貯留機能の確保等の「流域対策」及び、水害が発生した場合でも被害を小さくする「減災対策」を組み合わせている。

## 支流
括弧内は流域の自治体
- 真南条川（丹波篠山市）：事実上の最上流での武庫川の本流。さらに上流では龍蔵寺川と名が変わる。
- 田松川（丹波篠山市）：明治8年になって開削された運河で、篠山川を介して加古川とつながっている。
- 波賀野川（丹波篠山市）
- 天神川（丹波篠山市）
- 相野川（三田市）
- 内神川（三田市）
- 青野川（三田市）：中流にダム湖の千丈寺湖がある。
- 黒川（三田市）
- 大池川（三田市）
- 池尻川（三田市）
- 成谷川（三田市）
- 山田川（三田市）
- 有馬川（神戸市北区、西宮市）：上流に有馬温泉がある。
  - 有野川（神戸市北区）：有馬川の支流。
- 船坂川（西宮市、神戸市北区）：鎌倉峡や百丈岩など、渓谷の趣に溢れている。
- 羽束川（大阪府豊能郡能勢町、丹波篠山市、三田市、宝塚市、神戸市北区）：最上流に籠坊温泉、下流に千苅貯水池がある。
- 波豆川（三田市、宝塚市、神戸市北区）
- 川下川（宝塚市、神戸市北区）：源流には兵庫県の天然記念物で兵庫県で最も大きな丸山湿原があり、途中には川下川ダムがある。
- どん尻川（西宮市）
- 名塩川（西宮市）
- 大多田川（西宮市）：上流に奇勝蓬萊峡を擁する。
- 荒神川（宝塚市）：清荒神清澄寺境内を流れ、武庫川に注ぐ。
- 大堀川（宝塚市）
- 天王寺川（宝塚市、伊丹市、尼崎市）：中山を源流とする。支流の天神川と併せ天平年間に僧行基により開削された用水路。
  - 天神川（宝塚市、伊丹市）：天王寺川の支流で、長尾連山を源流とする。
- 逆瀬川（宝塚市）
- 仁川（西宮市、宝塚市）：六甲山系に発している。中流から芦有ドライブウェイ沿いになり地図上の六甲隧道の上標高750m辺りを源流としている。この仁川によって下流は宝塚市と西宮市の市境になっており中流・上流は西宮市である。
- 枝川（西宮市）：現在の甲子園口駅南東で分流し大阪湾へ注いでいたが、大正期（当時は武庫郡鳴尾村）に廃川。その跡地を阪神電気鉄道が開発したのが、高級住宅地としてしられる西宮七園の一つであり、そして野球の聖地として名高い阪神甲子園球場が所在する、甲子園地区である。
- 昆陽井（伊丹市）武庫川から取水し伊丹市西部を灌漑する用水

## 並行する交通

### 鉄道
- JR西日本福知山線（南矢代駅 - 藍本駅間、広野駅 - 宝塚駅間） - 藍本駅 - 広野駅間は武庫川は路線の東側に大きく蛇行し離れている。現JR福知山線の生瀬駅 - 道場駅間は、阪鶴鉄道として開通したときから、国鉄時代末期の1986年11月1日に同線新三田駅以南が複線化されるまでほぼ武庫峡に沿ったルートを取っており、風光明媚な車窓が楽しめる区間として知られていた。現在同区間はトンネルを多用した新線に切り替わっており、ほとんど峡谷を眺めることはできない。非電化時の廃線跡は武庫川沿岸の各所に残っており、生瀬駅 - 武田尾駅間では一部整備されている箇所があるが、武田尾駅以北では橋梁が外されていたり、トンネルが閉鎖されていたりして探訪には適さない。
- 阪急電鉄今津線（宝塚駅 - 宝塚南口駅間）- 車窓から川を眺めることができるのは左記の区間のみであるが、宝塚南口駅 - 今津駅間でも約2 kmほどの間隔で並行している。
- 阪神電気鉄道武庫川線（全線） - 武庫川駅 - 洲先駅間では武庫川の堤防脇を走る。阪神電気鉄道本線の武庫川駅は、武庫川にかかる橋梁上にホームがある珍しい駅である。駅舎も東岸の尼崎市、西岸の西宮市の両方にある。なお、同駅から南下する阪神武庫川線のホームは、西宮市方の堤防脇にある。

### 道路
- 国道176号（宝塚市小浜 - 西宮市生瀬、三田市三田本町 - 長坂、三田市藍本 - 篠山市南矢代）
- 兵庫県道310号上本荘藍本線（三田市藍本 - 上本庄）
- 兵庫県道327号切畑道場線（神戸市北区道場町生野 - 宝塚市切畑） -  一部不通区間あり
- 兵庫県道337号生瀬門戸荘線（西宮市生瀬 - 宝塚市梅野町）
- 兵庫県道114号西宮宝塚線（宝塚市伊孑志 - 西宮市戸崎町）  - 西宮市内では武庫川右岸の堤防上を通る

## 主な橋梁
- 武庫川橋 - 阪神高速5号湾岸線
- 南武橋 - 県道341号（臨港線）
- 武庫川橋 - 国道43号（第二阪神国道）・阪神高速3号神戸線
- 武庫川橋梁 - 阪神本線
- 武庫川橋
- （水管橋）
- 武庫大橋 - 国道2号（阪神国道、土木学会選奨土木遺産）
- 武庫川橋梁 - JR東海道本線（JR神戸線）
- 山手大橋 - 山手幹線（山幹通り）
- 武庫川橋 - 名神高速道路
- 上武庫橋 - 県道606号
- 武庫川橋梁 - 阪急神戸本線
  - 当橋梁上に武庫川新駅を新設する計画が進行している。
- 甲武橋 - 国道171号
- 武庫川橋梁 - 山陽新幹線
- 武庫川新橋
- 宝塚新大橋
- 宝塚大橋 - 県道16号
- 武庫川橋梁 - 阪急今津線
- 宝来橋 - 県道188号
- （歩道橋）
- 生瀬橋 - 県道337号
- 新生瀬大橋 - 国道176号
- 第一武庫川橋梁 - JR福知山線
- （生瀬水管橋）
- 森興橋
- 西宝橋‐西宮市道塩64号
- 武庫川橋 - 中国縦貫自動車道
- （神戸水道（第三水道橋））
- 武庫川第二鉄橋（廃線）
- （神戸水道 (第二水道橋））
- 温泉橋
- （神戸水道 武田尾トラス橋（第一水道橋））
- 第二武庫川橋梁（武田尾駅） - JR福知山線
- 武田尾橋 - 県道327号
- 中央大橋
- 新名神武庫川橋 - 新名神高速道路
- 第三武庫川橋梁 - JR福知山線
- 第四武庫川橋梁 - JR福知山線
- 亀治橋 - 県道327号
- 亀治橋歩道橋
- 生野橋 - 県道327号
- 鉄屋橋
- 下田中橋
- 広瀬橋 - 国道176号
- 武庫川橋梁 - 神戸電鉄三田線
- 平成大橋 - 県道141号
- 相生橋
- 高砂橋（人道橋）
- 鍛冶屋橋
- 車ケ瀬橋
- 三田大橋 - 県道141号
- 武庫川大橋
- 御殿橋
- 川除下橋
- 川除上橋
- 瀬戸橋
- えるむ橋
- 嫁ケ淵橋
- 興徳寺橋
- 武庫川橋梁 - JR福知山線
- 塩掛橋
- 広野大橋 - 国道176号
- 広野歩道橋（人道橋）
- 大田橋
- 昭和橋
- 乙ケ瀬橋
- 正明寺橋
- 大橋 - 県道309号
- 日之詰橋
- 生宝寺橋
- 吉田橋
- 弥之橋
- 賀谷橋
- 幣之島橋
- 岩倉橋
- 波田橋
- 波田橋 - 国道176号
- 大安橋 - 国道176号
- 高井橋
- 前田橋
- 白取橋
- 細田橋 - 国道176号
- 丹南武庫川橋 - 舞鶴若狭自動車道
- 宮前橋
- 草野大橋
- 神橋 - 国道176号
- 山口橋
- 岩鼻橋
- 舟瀬橋 - 国道372号
- 栗野橋

## 流域の観光地
- 鎌倉峡・百丈岩 - 道場駅下車
- 武田尾温泉
- 馳渡山（かけわたりやま） - 武田尾駅下車
- 宝塚温泉
- 宝塚大劇場/宝塚バウホール（宝塚歌劇団）
- 花のみち
- 宝塚市立手塚治虫記念館
- 阪神競馬場
- 阪神鳴尾浜球場 - 阪神タイガースの元二軍球場。甲子園はやや離れている